# Holger Wippich
Holger Wippich (* 14. Mai 1965) ist ein deutscher Badmintonspieler. 

## Karriere
Holger Wippich erkämpfte sich bereits in der DDR erste Erfolge bei den nationalen Titelkämpfen. Auch bei den DDR-Studentenmeisterschaften war er mehrfach erfolgreich. Zahlreiche Siege errang er ebenfalls beim Silbernen Federball. Nach der Wende arbeitete er als Badmintontrainer und wurde 2004 Senioren-Weltmeister im Mixed.

## Sportliche Erfolge
| Saison    | Veranstaltung                                          | Disziplin    | Platz | Name                                                                                             |
| --------- | ------------------------------------------------------ | ------------ | ----- | ------------------------------------------------------------------------------------------------ |
| 1980/1981 | DDR-Einzelmeisterschaft AK 14/15                       | Mixed        | 3     | Holger Wippich / Roswita Trabs (Robur Zittau)                                                    |
| 1980/1981 | DDR-Einzelmeisterschaft AK 16/17                       | Mixed        | 3     | Holger Wippich / Anke Gebauer (Robur Zittau)                                                     |
| 1980/1981 | DDR-Einzelmeisterschaft AK 14/15                       | Herreneinzel | 2     | Holger Wippich (Robur Zittau)                                                                    |
| 1981/1982 | DDR-Einzelmeisterschaft AK 16/17                       | Herreneinzel | 1     | Holger Wippich (Robur Zittau)                                                                    |
| 1981/1982 | DDR-Einzelmeisterschaft AK 16/17                       | Herrendoppel | 1     | Dirk Hickl / Holger Wippich (EBT Berlin / Robur Zittau)                                          |
| 1981/1982 | Silberner Federball                                    | Herrendoppel | 1     | Steffen Walther / Holger Wippich (Robur Zittau)                                                  |
| 1982/1983 | DDR-Einzelmeisterschaft AK 16/17                       | Mixed        | 1     | Holger Wippich / Marion Ihle (Robur Zittau / Aktivist Niederwürschnitz)                          |
| 1982/1983 | DDR-Mannschaftsmeisterschaft Jugend                    | Mannschaft   | 3     | Robur Zittau (Holger Wippich, Steffen Neumann, Adam, Roswitha Trabs, Gundel Walther)             |
| 1982/1983 | DDR-Einzelmeisterschaft AK 16/17                       | Herreneinzel | 3     | Holger Wippich (Robur Zittau)                                                                    |
| 1982/1983 | DDR-Einzelmeisterschaft AK 16/17                       | Herrendoppel | 1     | Dirk Hickl / Holger Wippich (EBT Berlin / Robur Zittau)                                          |
| 1984/1985 | Silberner Federball                                    | Herreneinzel | 1     | Holger Wippich (Robur Zittau)                                                                    |
| 1985/1986 | Silberner Federball                                    | Herreneinzel | 1     | Holger Wippich (Robur Zittau)                                                                    |
| 1985/1986 | Silberner Federball                                    | Mixed        | 1     | Holger Wippich / Gundel Walther (Robur Zittau)                                                   |
| 1986/1987 | DDR-Studentenmeisterschaft                             | Mixed        | 1     | Holger Wippich / Heike Franke (DHfK Leipzig)                                                     |
| 1986/1987 | DDR-Studentenmeisterschaft                             | Herreneinzel | 1     | Holger Wippich (DHfK Leipzig)                                                                    |
| 1986/1987 | DDR-Einzelmeisterschaft                                | Herrendoppel | 3     | Frank-Thomas Seyfarth / Holger Wippich (Fortschritt Tröbitz / Robur Zittau)                      |
| 1987/1988 | DDR-Einzelmeisterschaft                                | Herrendoppel | 3     | Frank-Thomas Seyfarth / Holger Wippich (Lok Gera / Robur Zittau)                                 |
| 1987/1988 | Silberner Federball                                    | Herreneinzel | 1     | Holger Wippich (DHfK Leipzig)                                                                    |
| 1988/1989 | Silberner Federball                                    | Herrendoppel | 1     | Holger Wippich / Frank-Thomas Seyfarth (DHfK Leipzig / Lok Gera)                                 |
| 1988/1989 | DDR-Studentenmeisterschaft                             | Herreneinzel | 1     | Holger Wippich (DHfK Leipzig)                                                                    |
| 1988/1989 | DDR-Einzelmeisterschaft                                | Herreneinzel | 2     | Holger Wippich (DHfK Leipzig)                                                                    |
| 1988/1989 | DDR-Studentenmeisterschaft                             | Mixed        | 1     | Holger Wippich / Heike Franke (DHfK Leipzig)                                                     |
| 1988/1989 | DDR-Mannschaftsmeisterschaft                           | Mannschaft   | 5     | DHfK Leipzig (Thomas Bölke, Sven Weise, Holger Wippich, Axel Hundorf, Heike Franke, Turid Goetz) |
| 1988/1989 | DDR-Studentenmeisterschaft                             | Herrendoppel | 1     | Holger Wippich / Karl-Hans Pezold (DHfK Leipzig)                                                 |
| 1989/1990 | Silberner Federball                                    | Herrendoppel | 2     | Holger Wippich / Alexander Pigola (DHfK Leipzig)                                                 |
| 1989/1990 | DDR: Internationales Werner-Seelenbinder-Gedenkturnier | Herrendoppel | 3     | Oleg Krawtschuk / Holger Wippich (UdSSR / DHfK Leipzig)                                          |
| 1989/1990 | DDR-Einzelmeisterschaft                                | Herreneinzel | 3     | Holger Wippich (DHfK Leipzig)                                                                    |
| 1989/1990 | Silberner Federball                                    | Herreneinzel | 3     | Holger Wippich (DHfK Leipzig)                                                                    |
| 1991/1992 | Silberner Federball                                    | Herreneinzel | 1     | Holger Wippich (Robur Zittau)                                                                    |
| 1992/1993 | Silberner Federball                                    | Mixed        | 3     | Holger Wippich / Candida Pretzsch (Robur Zittau)                                                 |
| 1992/1993 | Silberner Federball                                    | Herrendoppel | 1     | Holger Wippich / Roland Wunderlich (Robur Zittau)                                                |
| 1993      | Sächsische Landesmeisterschaft                         | Herreneinzel | 1     | Holger Wippich (SG Robur Zittau)                                                                 |
| 1994/1995 | Silberner Federball                                    | Herrendoppel | 1     | Hoger Wippich / Wolf Tröger (Robur Zittau)                                                       |
| 1995      | Sächsische Landesmeisterschaft                         | Herreneinzel | 1     | Holger Wippich (SG Robur Zittau)                                                                 |
| 1995/1996 | Silberner Federball                                    | Mixed        | 1     | Holger Wippich / Sandra Otto (Robur Zittau)                                                      |
| 1995/1996 | Silberner Federball                                    | Herrendoppel | 1     | Holger Wippich / Wolf Tröger (Robur Zittau)                                                      |
| 1996      | Sächsische Landesmeisterschaft                         | Herreneinzel | 1     | Holger Wippich (SG Robur Zittau)                                                                 |
| 1996/1997 | Silberner Federball                                    | Mixed        | 1     | Holger Wippich / Sandra Otto (Robur Zittau)                                                      |
| 1996/1997 | Silberner Federball                                    | Herrendoppel | 1     | Hoger Wippich / Wolf Tröger (Robur Zittau)                                                       |
| 1997/1998 | Silberner Federball                                    | Herrendoppel | 1     | Hoger Wippich / Wolf Tröger (Robur Zittau)                                                       |
| 1998/1999 | Deutsche Einzelmeisterschaft O32                       | Herreneinzel | 2     | Holger Wippich (SG Robur Zittau)                                                                 |
| 1998/1999 | Silberner Federball                                    | Herrendoppel | 1     | Hoger Wippich / Wolf Tröger (Robur Zittau)                                                       |
| 1999/2000 | Silberner Federball                                    | Herreneinzel | 1     | Holger Wippich (Robur Zittau)                                                                    |
| 1999/2000 | Silberner Federball                                    | Herrendoppel | 1     | Holger Wippich / Wolf Tröger (Robur Zittau)                                                      |
| 2000/2001 | Silberner Federball                                    | Herreneinzel | 2     | Holger Wippich (Robur Zittau)                                                                    |
| 2000/2001 | Deutsche Einzelmeisterschaft O32                       | Herreneinzel | 2     | Holger Wippich (SG Robur Zittau)                                                                 |
| 2000/2001 | Silberner Federball                                    | Herrendoppel | 2     | Holger Wippich / Wolf Tröger (Robur Zittau)                                                      |
| 2000/2001 | Deutsche Einzelmeisterschaft O32                       | Mixed        | 1     | Holger Wippich / Elke Hofmann (SG Robur Zittau / Radebeuler BV)                                  |
| 2001      | Sächsische Landesmeisterschaft O32                     | Herreneinzel | 1     | Holger Wippich (SG Robur Zittau)                                                                 |
| 2001/2002 | Deutsche Einzelmeisterschaft O32                       | Herrendoppel | 3     | Jörg Hutzler / Holger Wippich (TSV BW Röhrsdorf / Robur Zittau)                                  |
| 2001/2002 | Silberner Federball                                    | Herrendoppel | 2     | Wolf Tröger / Holger Wippich (SG Robur Zittau)                                                   |
| 2001/2002 | Silberner Federball                                    | Herreneinzel | 3     | Holger Wippich (SG Robur Zittau)                                                                 |
| 2002      | Sächsische Landesmeisterschaft O32                     | Herrendoppel | 1     | Holger Wippich / Walther (SG Robur Zittau)                                                       |
| 2002      | Sächsische Landesmeisterschaft O32                     | Mixed        | 1     | Holger Wippich / Hofmann (SG Robur Zittau / Radebeuler BV)                                       |
| 2002/2003 | Deutsche Einzelmeisterschaft O35                       | Herreneinzel | 3     | Holger Wippich (SG Robur Zittau)                                                                 |
| 2002/2003 | Deutsche Einzelmeisterschaft O35                       | Mixed        | 2     | Holger Wippich / Elke Hofmann (SG Robur Zittau / Radebeuler BV)                                  |
| 2003      | Senioren-Weltmeisterschaft 35+                         | Herrendoppel | 3     | Holger Wippich / Stefan Chorchopov                                                               |
| 2003/2004 | Deutsche Einzelmeisterschaft O35                       | Herreneinzel | 1     | Holger Wippich (SG Robur Zittau)                                                                 |
| 2004      | Senioren-Weltmeisterschaft 35+                         | Mixed        | 1     | Holger Wippich / Christine Skropke                                                               |
| 2004      | Sächsische Landesmeisterschaft O35                     | Herreneinzel | 1     | Holger Wippich (SG Robur Zittau)                                                                 |
| 2004/2005 | Deutsche Einzelmeisterschaft O35                       | Herrendoppel | 3     | Holger Wippich (SG Robur Zittau) / Jörg Hutzler (Blauweiß Röhrsdorf)                             |
| 2005/2006 | Deutsche Einzelmeisterschaft O40                       | Herreneinzel | 2     | Holger Wippich (SG Robur Zittau)                                                                 |
| 2005/2006 | Deutsche Einzelmeisterschaft O40                       | Dameneinzel  | 1     | Holger Wippich (SG Robur Zittau)                                                                 |
| 2006      | Sächsische Landesmeisterschaft O40                     | Herreneinzel | 1     | Holger Wippich (SG Robur Zittau)                                                                 |
| 2006/2007 | Deutsche Einzelmeisterschaft O40                       | Herreneinzel | 2     | Holger Wippich (SG Robur Zittau)                                                                 |
| 2006/2007 | Deutsche Einzelmeisterschaft O40                       | Mixed        | 1     | Holger Wippich / Christine Skropke (SG Robur Zittau / SC Bayer 05 Uerdingen)                     |
| 2007      | Senioren-Weltmeisterschaft 40+                         | Mixed        | 2     | Holger Wippich/Christine Skropke                                                                 |
| 2007      | Sächsische Landesmeisterschaft O40                     | Herreneinzel | 1     | Holger Wippich (SG Robur Zittau)                                                                 |
| 2007/2008 | Deutsche Einzelmeisterschaft O40                       | Herreneinzel | 3     | Holger Wippich (SG Robur Zittau)                                                                 |
| 2007/2008 | Deutsche Einzelmeisterschaft O40                       | Mixed        | 1     | Holger Wippich / Christine Skropke (SG Robur Zittau / SC Bayer Uerdingen)                        |